# Romeo en Julia in Sarajevo
Romeo en Julia in Sarajevo is een documentaire uit 1994 over de dood van Admira Ismić (geboren in 1968) en Boško Brkić (Cyrillisch: Бошко Бркић; geboren 11 augustus  1968). Het echtpaar was afkomstig uit Bosnië en Herzegovina en woonde in de stad Sarajevo. Zij was een Bosniak en hij een Bosnische Serviër.  Ze werden gedood door sluipschutters op 19 mei 1993, terwijl ze probeerden de Vrbanja-brug over te steken naar het door Serviërs bezette gebied van Grbavica. Mark H. Milsteins foto van hun dode lichamen werd door talloze media gebruikt, en een bericht van Reuters over hen werd ingediend door Kurt Schork. De documentaire werd gecoproduceerd door PBS 's Frontline, de Canadian Broadcasting Corporation, de National Film Board of Canada en WDR Duitsland. Het werd geregisseerd door John Zaritsky.

## Samenvatting
De belegering van Sarajevo in 1992-1996 door het Bosnisch-Servische leger (VRS) veroorzaakte een drastische verslechtering van de levensomstandigheden van de inwoners en in 1993 besloot het echtpaar de stad te ontvluchten. Omdat vrienden van alle kanten bij het conflict betrokken waren, was er een algemene gedachte dat hun doortocht door de stad en de beruchte Sniper Alley, onder constant vuur van heuvels die door de Serviërs bezet waren, veilig zou kunnen zijn. Op 19 mei 1993 om 17.00 uur Midden-Europese Tijd (GMT +02: 00) werd een afspraak gemaakt dat niemand zou schieten als het paar naderde. Volgens Dino Kapin, die commandant was van een Kroatische eenheid die op dat moment geallieerd was met de Bosnische legertroepen, werden rond 17:00 uur een man en een vrouw de brug zien naderen. Zodra ze aan de voet van de brug waren, werd een schot gehoord en volgens alle partijen die bij hun passage betrokken waren, raakte de kogel Boško Brkić en doodde hem onmiddellijk. Een ander schot werd gehoord en de vrouw schreeuwde, viel gewond neer, maar werd niet gedood. Ze kroop naar haar vriend toe, omhelsde hem en stierf. Er werd opgemerkt dat ze na de schietpartij nog minstens 15 minuten in leven was.
Mark H. Milstein, de Amerikaanse fotojournalist die het beklijvende beeld van Admira en Boško maakte waaruit het artikel van Kurt Schork voortkwam, herinnerde zich in een interview dat 'de ochtend van 19 mei 1993 voor hem zo ongeveer een mislukking was geweest'. Het maken van foto's was bezorgd: 'Buitensporige bureaucratie van het Bosnische leger had ons weggehouden van de frontlinie. Na de lunch ontmoette ik een Japanse freelance tv-cameraman en een journalist uit de Washington Times. Samen reden we door de stad op zoek naar iets anders. Overal waar we kwamen in Sarajevo eindigde in frustratie. Maar voordat we er een eind aan maakten, besloten we de frontlinie rond de Vrbanja-brug te bekijken. Er was een klein gevecht gaande, waarbij Bosnische troepen schoten op een groep Servische soldaten in de buurt van de ruïnes van het Union Invest-gebouw. Plots verscheen er 200 meter voor ons een Servische tank die boven onze hoofden schoot. We klauterden naar het volgende flatgebouw en merkten dat we ons verscholen tussen een groep Bosnische soldaten. Een van de soldaten schreeuwde tegen me dat ik uit het raam moest kijken en wees naar een jong meisje en een jongen die aan de andere kant van de brug renden. Ik pakte mijn camera, maar het was te laat. De jongen en het meisje werden neergeschoten. Bosniak Admira Ismić en Bosnisch-Serviër Boško Brkić, beide 25. Hun lichamen bleven bijna vier dagen in het niemandsland voordat ze werden teruggevonden. Ik maakte twee frames en keerde daarna, niet wetend wie ze waren of de betekenis van het evenement onderkennen, terug naar het Holiday Inn (waar de meeste journalisten hun hoofdkantoor hadden) om mijn film te ontwikkelen. Later die avond vertelde ik Kurt Schork wat ik had gezien, en begon samen met zijn vertaler de informatie samen te stellen die uiteindelijk zou leiden tot het nieuwsbericht. "
Michael Hedges, de Washington Times- verslaggever die die dag bij Milstein was, zei: "Een Bosnische soldaat gebaarde me naar beneden en naar links te kijken, bij de brug. Het paar lag bij elkaar. Het leek erop dat ze een tijdje eerder waren neergeschoten, maar ik kon niet zeggen of het minuten of uren eerder was. Ik ging terug naar het Holiday Inn en schreef een artikel dat de volgende dag in de Washington Times werd gepubliceerd. Dat verhaal, dat begon met een verslag van de doden bij de brug, maakte duidelijk dat we geen idee hadden welke kant de moord had gepleegd, dat we alleen het woord van de Bosnische soldaten hadden dat het Servische sluipschutters waren. Die avond kwam Kurt Schork naar mijn kamer en zei dat hij de foto's van Milstein had gezien en vroeg wat ik had gezien. Ik liet hem een kopie van mijn artikel zien en bevestigde de locatie van de moorden. De volgende dag ontwikkelde hij veel meer van het verhaal, en door zijn werk werd het een symbool van het zinloze geweld en een verhaal dat tot de verbeelding sprak. "
Tot op heden is het niet met zekerheid te zeggen wie de schoten heeft afgevuurd. De lichamen van Admira en Boško lagen dagenlang op de brug omdat niemand het aandurfde de Sniper Alley, een niemandsland, binnen te gaan en ze terug te vinden. Terwijl de lichamen op de brug lagen, maakten de Serviërs en Bosnische legers ruzie over wie het paar had vermoord en wie uiteindelijk de verantwoordelijkheid voor de moord op zich zou nemen. Na acht dagen werden de lichamen midden in de nacht door Servische troepen geborgen. Later werd echter onthuld dat de VRS Bosnische krijgsgevangenen dwong daar midden in de nacht heen te gaan om de lichamen op te halen. De twee zijn nu samen begraven, zij aan zij op Lion Cemetery, omringd door duizenden andere slachtoffers van de belegering van Sarajevo.

## Onderscheidingen
Voor deze film ontving regisseur Zaritsky zowel de Alfred Dupont Award van de Columbia University Graduate School of Journalism als een Emmy Award- nominatie.